# Friendly Rivalry
Friendly Rivalry (en hangul, 선의의 경쟁; romanización revisada, Seonuiui gyeongjaeng; literalmente, «Competencia de buena fe») es una serie de televisión surcoreana escrita por Kim Tae-hee y Min Ye-ji, dirigida por Kim Tae-hee, y protagonizada por Lee Hye-ri, Jung Soo-bin, Kang Hye-won y Oh Woo-ri. Es un drama juvenil de misterio y suspenso basado en el webtoon del mismo título original, escrito y dibujado por Song Chae-yoon y Shim Jae-young. Se emitió por el servicio de televisión móvil U+ Mobile TV desde el 10 de febrero hasta el 6 de marzo de 2025, con sus dieciséis episodios que se emitían de lunes a jueves a la medianoche (hora local coreana). También está disponible en la plataforma Viki en gran parte del mundo.

## Sinopsis
La serie es un drama de suspenso que trata sobre Yoo Jae-yi, la mejor y más perfecta estudiante de tercer curso de la elitista escuela secundaria femenina Chae-hwa, y Seul-gi, quien llega transferida. Allí reina una feroz competencia para ingresar a la universidad, y cada una de las compañeras de clase revela sus propios deseos mientras juntas descubren el misterio que rodea la sospechosa muerte del padre de Seul-gi, quien era miembro del comité de exámenes de ingreso a la universidad.

## Reparto

### Principal
- Lee Hye-ri como Yoo Jae-yi, una brillantísima estudiante de secundaria que nunca pierde el primer puesto de toda la escuela, incluso si es una como esta, que solo acepta al 1 % de las mejores estudiantes. Jae-yi es la hija de Yoo Tae-joon, bajo cuyo poder está la escuela. Jae-yi, muy consciente de su superioridad, es una persona astuta que sabe cómo usarla.[2][3][4]
- Jung Soo-bin como Woo Seul-gi, una estudiante recién transferida que recibe atención especial de Yoo Jae-yi.[5][6][7]
- Kang Hye-won como Joo Ye-ri, la reina de los chismes en la escuela. Está siempre pendiente de lo que piensan los demás y vive obsesionada con su apariencia y los artículos de lujo.[8][9]
- Oh Woo-ri como Choi Kyung, una estudiante que sufre por quedar siempre la segunda, detrás de Jae-yi.[9][10]

### Secundario
- Choi Young-jae como Nam Byeong-jin, excompañero mayor de orfanato de Seul-gi, alrededor de la cual sigue rondando cuando ella se traslada a la escuela Chaehwa.[11][12][13]
- Kim Tae-hoon como Yoo Tae-joon, el director del Centro Médico J, que es también presidente de la asociación de padres de la escuela. Es un padre que cree que todo en el mundo debe lograrse a través de la competencia, y en lugar de darles a sus hijos un amor incondicional, les da recompensas condicionales en función de los resultados. No escatima en gastos a la hora de invertir en su hija perfecta.[12]
- Chu Ye-jin como Yoo Je-na, la hermana mayor de Jae-yi. Tuvo una relación con el profesor Woo Do-hyeok.[14]

#### Familiares y amigos
- Kang Jin-ah como Kwon Hee-yoon.
- Min Young como Jeong Eun-kyung, la madre de Jae-yi y Je-na, que después de mucho tiempo se presenta en el funeral de esta.[14]
- Kang Jin-ah como Kwon Hee-yoon, la esposa de Do-hyeok y madrastra de Seul-gi.[14]
- Go Seo-hee como Nam Ji-yeon, una abogada que interpuso una demanda médica contra Tae-joon con respecto a la muerte de Do-hyeok.[14]
- Yoo Ha-young como Choi Soo-jin.
- Kim Grim como Mi-young.

#### Escuela secundaria femenina Chaehwa
- Seo Eun-oh como profesora titular en la escuela.[15]
- Lee Won-jae como Woo Do-hyeok, profesor de la escuela y exmiembro del comité de exámenes de ingreso a la universidad.[16]
- Chae Seo-eun como Jo A-ra, estudiante de la clase 2 de tercer curso, una chica que esconde un secreto.[17]
- Kim Sang-ji como Kim Beom-soo, agresora de Seul-gi, contra la que además levanta falso testimonio.[18][19]
- Na Hyun-jin como Gu Chae-ryeong.
- Lee Han-ri como Lee Si-woo.
- Ma Hyun-ji como Park Byeong-hee.
- Go Da-hyun como Kim Na-ri.
- Ha Min como el director.

## Banda sonora original
| Parte | Fecha de publicación                                                                | Título                                                                              | Letra                                                                               | Música                                                                              | Artista                                                                             | Dur.                                                                                | Ref.                                                                                |
| ----- | ----------------------------------------------------------------------------------- | ----------------------------------------------------------------------------------- | ----------------------------------------------------------------------------------- | ----------------------------------------------------------------------------------- | ----------------------------------------------------------------------------------- | ----------------------------------------------------------------------------------- | ----------------------------------------------------------------------------------- |
| 1     | 10 de febrero de 2025                                                               | «Burn It Down»                                                                      | Park Shin-ae, Jeon Hae-jeong, Lee Gwan-hyung                                        | Lee Kwan-hyung, Jeon Hae-jeong, Park Shin-ae                                        | Kim Ye-ji (Kardi)                                                                   | 3:34                                                                                | [ 20 ]                                                                              |
| 2     | 17 de febrero de 2025                                                               | «Eternal Maze»                                                                      | Jung So-hyun                                                                        | Jung So-hyun, Shin Hye-won, Park Seong-min                                          | Elaine                                                                              | 3:17                                                                                | [ 21 ]                                                                              |
| 3     | 24 de febrero de 2025                                                               | «Blood Stain»                                                                       | Jayde, Lim So-young, Jo Ho-jin                                                      | Jayde, Lim So-young, Jo Ho-jin                                                      | Yezi                                                                                | 3:03                                                                                | [ 22 ]                                                                              |
| 4     | 3 de marzo de 2025                                                                  | «Pain Drop»                                                                         | Choi Jae-gyu, Jeon Hae-jeong, Lee Gwan-hyeong                                       | Lee Gwan-hyeong, Jeon Hae-jeong, Choi Jae-gyu                                       | Yoon Seo-yeon, Lee Ji-woo, Yubin y Sohyun (TripleS)                                 | 3:32                                                                                |                                                                                     |
| Notas | Las canciones de la banda sonora tienen una versión instrumental de igual duración. | Las canciones de la banda sonora tienen una versión instrumental de igual duración. | Las canciones de la banda sonora tienen una versión instrumental de igual duración. | Las canciones de la banda sonora tienen una versión instrumental de igual duración. | Las canciones de la banda sonora tienen una versión instrumental de igual duración. | Las canciones de la banda sonora tienen una versión instrumental de igual duración. | Las canciones de la banda sonora tienen una versión instrumental de igual duración. |

## Producción
Friendly Rivalry está basada en el webtoon del mismo título original, escrito por Song Chae-yoon, dibujado Shim Jae-young y producido por Y-Lab. Se realizó en un formato intermedio de treinta minutos de duración para cada uno de sus dieciséis episodios. Kim Tae-hee es la coguionista y directora. La compañía productora Studio X+U, de LG U+, anunció la serie el 17 de julio de 2024, planificada por Studio X+U y producida por esta misma y por Y-lab Plex. En esa misma ocasión reveló los nombres de las cuatro protagonistas.
Para Lee Hye-ri supone la vuelta a televisión tras tres años de alejamiento, lo que hizo crecer las expectativas de parte del público sobre la serie. Se trata además de un tipo de personaje inexistente hasta entonces en su filmografía, el de una joven de familia rica y estilo sofisticado. Por ello cambia radicalmente la apariencia de Lee, por primera vez en una serie televisiva con el cabello largo y negro, y con un vestuario, cuando está fuera de la escuela y no lleva el uniforme, acorde con la clase social del personaje; la propia Lee participó en la elección de su ropa. También para Choi Young-jae su ambiguo personaje supone una drástica transformación con respecto a los que venía interpretando, caracterizados por una imagen brillante y amable.
El 7 de enero de 2025 la productora confirmó el lanzamiento de la serie en febrero y distribuyó imágenes de la lectura del guion.

## Estreno y recepción
La serie empezó a emitirse desde el 10 de febrero de 2025, a razón de cuatro capítulos semanales. Si las producciones anteriores de Studio X+U se habían transmitido no solo en U+tv y U+Mobile tv, sino también, simultáneamente, en plataformas como Netflix o Disney+, esta vez no fue así, lo que limitó en buena medida las posibilidades de acceso a la serie de los espectadores.
La serie supuso, pese a todo, un gran éxito de público. Este se preparó con carteles, avances y otro material que sirvieron para crear expectación; en particular, fue muy comentada ya antes del estreno una escena que muestra un beso entre las dos protagonistas Jae-yi y Seul-gi. También contribuyeron un pase previo para la prensa y otro para un público seleccionado. Muchos espectadores alabaron aspectos como la sólida interpretación de las actrices, la complejidad de los personajes, la fuerza del suspenso y la guerra psicológica entre los personajes, la trama intensa y acelerada, y la imprevisibilidad de su desarrollo.
El 1 de marzo de 2025, a falta de cuatro episodios para el final, había mantenido el primer puesto en número de visitas y espectadores durante tres semanas consecutivas entre todos los contenidos de U+tv y U+Mobile tv, y daba muestras de estar de actualidad al ocupar el segundo lugar en la lista de búsqueda de series dramáticas de Naver, así como el tercero en Kinolights, un indicador este último de la popularidad de los contenidos que incluyen producciones OTT nacionales; asimismo, alcanzó el quinto en la tabla de actualidad de series TV-OTT de la plataforma de análisis de contenido K Fundex. También demostró ser popular en los países vecinos, manteniendo constantemente el primer puesto desde su lanzamiento en HULU (Japón) y las plataformas OTT Abema, Watcha y Friday de Taiwán, y el segundo en el chino iQiyi.
El éxito de la serie se reflejó en un renovado interés por el webtoon original, que subió al número uno en la lista de los más populares de Naver y multiplicó por veinte el promedio de ventas diarias. El número de transacciones pagadas semanales aumentó más del 470 % en comparación con el mismo período antes de su emisión.